# (37991) 1998 KZ5
1998 كي زد 5 (ويعرف أيضًا باسم (37991) 1998 كي زد 5 وفق تسمية الكوكب الصغير) (بالإنجليزية: 1998 KZ5)‏ هو كويكب ضمن حزام الكويكبات؛ وترتيبه 37991 من حيث الاكتشاف.
اكتُشف هذا الجُرم الفلكي بواسطة سبيس واتش في 24 مايو 1998.

## وصلات خارجية
- (37991) 1998 KZ5 في قاعدة بيانات مختبر الدفع النفاث لأجرام النظام الشمسي الصغيرة

- الاكتشاف · مخطط المدار ·  العناصر المدارية · المعلمات المادية

- (37991) 1998 KZ5 على موقع ويكي سكاي: DSS2, SDSS, GALEX, IRAS, Hydrogen α, X-Ray, Astrophoto, Sky Map, Articles and images